# Caltagirone
Caltagirone (tiếng Ý: [kaltadʒiˈroːne]; tiếng Sicilia: Caltaggiruni, [kaltaddʒɪˈɾuːnɪ]) là một thành phố và cộng đồng (comune) nằm ở thành phố đô thị Catania, thuộc tỉnh Catania, trong vùng đảo Sicilia, miền nam nước Ý. Nó nằm cách khoảng 70 kilômét (43 mi) về phía tây nam Catania. Caltagirone là thị trấn đông dân thứ năm của thành phố đô thị Catania sau Catania, Acireale, Misterbianco và Paternò. Ngoài Catania, đây là đô thị duy nhất có một tòa ánh tỉnh cũ. Từ năm 1987, Caltagirone trở thành một thành phố, thông qua đạo luật của tổng thống.
Caltagirone là một trung tâm sản xuất đồ gốm tráng men Maiolica nổi tiếng từ thời Phục Hưng và đất nung. Các hoạt động khác chủ yếu liên quan đến nông nghiệp bao gồm trồng nho, ô liu, đào và du lịch.

## Lịch sử
Tên của thành phố bắt nguồn từ tiếng Ả Rập "qal'at-al-jarar" có nghĩa là "Lâu đài bình gốm", cái tên chứng minh các tác phẩm gốm phát triển từ xa xưa cho đến nay. Nó được con người định cư từ thời tiền sử, từ thiên niên kỷ thứ 2 trước Công nguyên thông qua nhiều phát hiện khảo cổ. Sau đó nó là nơi sinh sống của những người Sicel, tiền thân của người La Mã.
Người Ả Rập đã xây dựng một lâu đài ở đây vào năm 1030 đã bị quân đội Liguria tấn công dưới sự chỉ huy của của tướng Byzantine George Maniakes, người đã để lại dấu vết của ngôn ngữ Liguria trong phương ngữ hiện nay. Thành phố phát triển rực rỡ dưới sự thống trị của Norman và Hohenstaufen, trở thành một trung tâm sản xuất gốm sứ nổi tiếng.
Thành phố gần như bị phá hủy hoàn toàn sau trận động đất năm 1693. Nhiều tòa nhà công cộng và tư nhân sau đó đã được xây dựng lại theo phong cách Baroque muộn. Chủ yếu vì lý do này, nó đã cùng với nhiều thị trấn khác được đưa công nhận là Di sản thế giới của UNESCO.